# Barragem de Katse

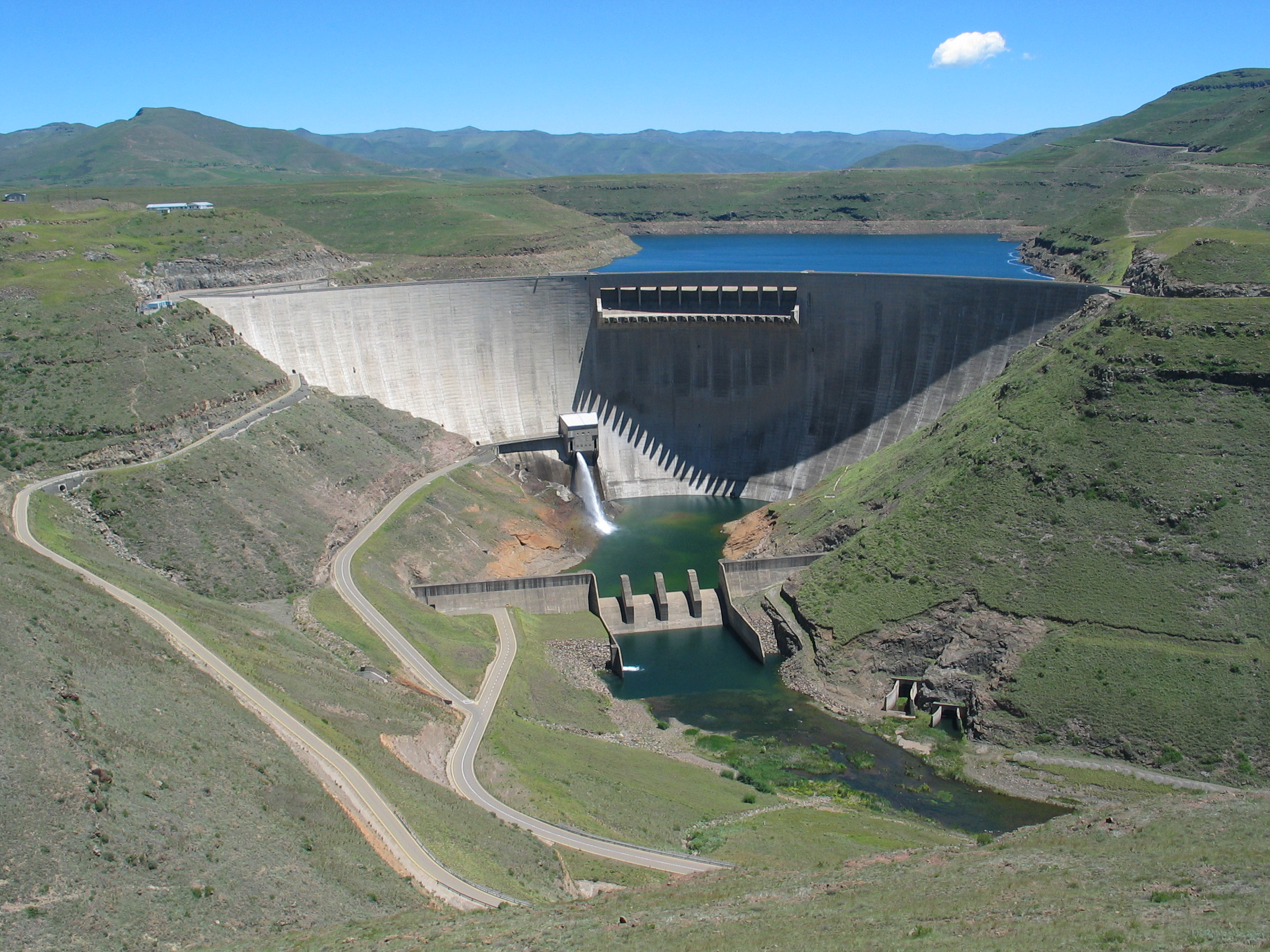
Barragem de Katse

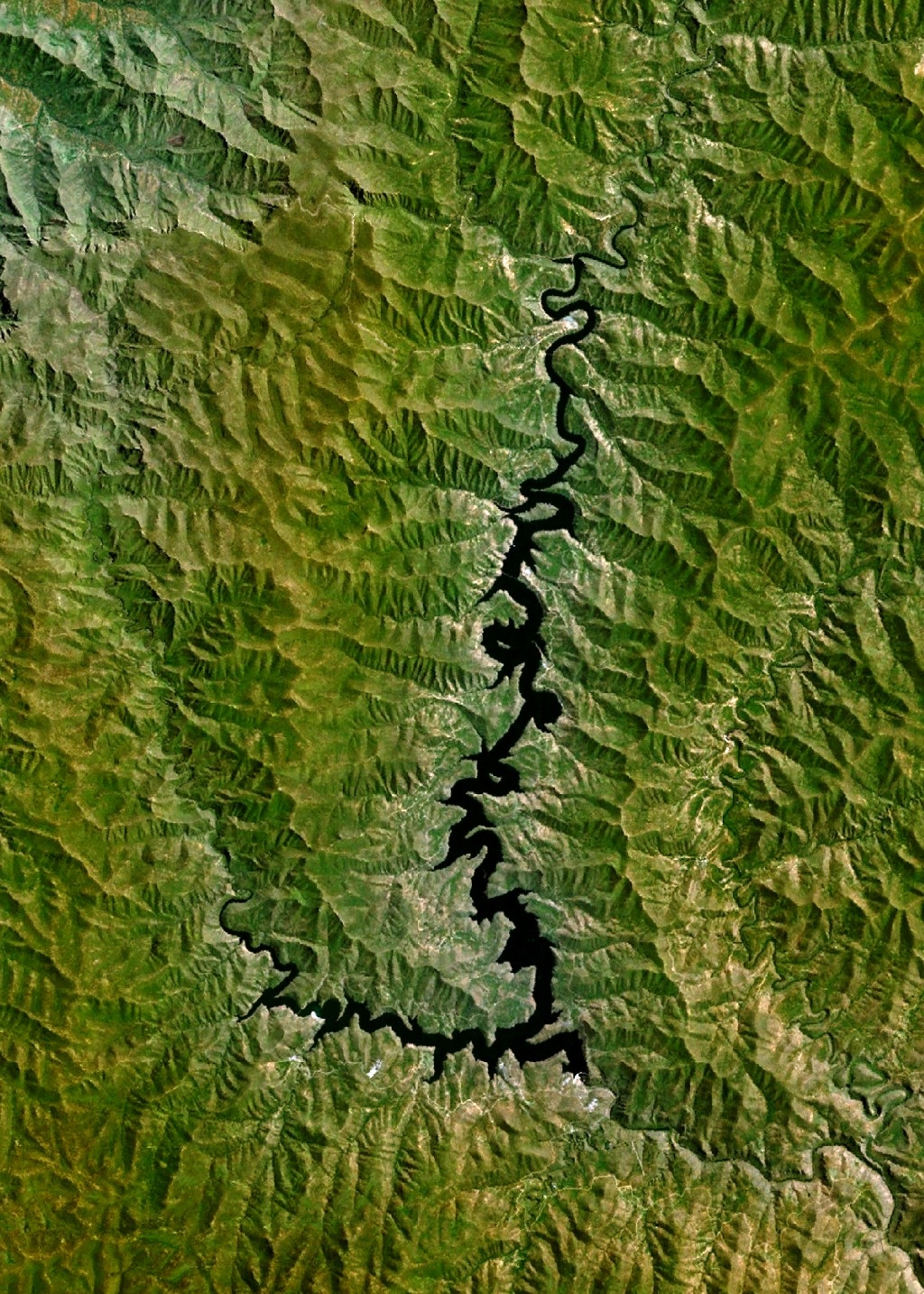
Vista de satélite do reservatório

A Barragem de Katse, parte do Lesotho Highlands Water Project- maior projeto de barragens da África, que atualmente inclui 5 grandes barragens em áreas rurais remotas – é uma barragem arqueada em concreto no Lesoto. O projeto foi proposto pelo engenheiro civil sul-africano Ninham Shand como um possível meio de suprir a demanda por água na África do Sul. O Banco Mundial organizou um tratado entre o então governo Apartheid da África do Sul e seu pequeno vizinho, Lesoto, permitindo que a execução do projeto prosseguisse. 
A barragem foi concluída em1996 e completamente cheia em 1997, causando sismos de terra.
Fazendeiros que perderam suas terras com o projeto tiveram problemas em restabelecer novas propriedades. Há pouca terra arável no Lesoto para substituir tudo o que foi perdido, mas os esforços para construir novas moradias ajudaram a criar emprego. (Um grupo local domumentou a perda do legado humano nas comunidades rurais diretamente afetadas pelo projeto: http://www.trc.org.ls/water.htm)
A água da represa primeiro viaja 45 km, por um túnel de 4 metros de diâmetro, saindo em uma estação hidrelétrica próximo à Muela. A elevada altura da barragem permite que a gravidade garanta o fluxo de água do sistema a levando à África do Sul, em adição ao potencial hidrelétrico de Lesoto, é a principal razão por trás da escolha do local.
O abastecimento de água começou oficialmente em 22 de janeiro de 1998. A barragem supre atualmente 30 m³/s de água para a África do Sul, que paga a Lesoto $5 milhões por ano, e variável royalty baseado e acordo com cálculos dos benefícios do uso da água.
Ironicamente, Lesoto recentemente precisou de ajuda para alimentar sua população devido à seca a nos últimos anos. Apesar de haver imensos reservatórios em seu território, os fazendeiros locais não têm permissão de utilizar a água represada.
O projeto também é fonte de corrupção (http://www.irn.org/programs/lesotho/index.php?id=corruption.html), o que não é incomum em grandes projetos.

## Características
- Altura - 185 m
- Arco - 710 m
- Desenho – Arco duplo, concreto
- Concreto- 2,320,000 metros cúbicos
- 1993 metros acima do nível do mar (mais alta represa da África)